# Casale Foot Ball Club 1945-1946
Questa voce raccoglie le informazioni riguardanti  il Casale Foot Ball Club nelle competizioni ufficiali della stagione 1945-1946.

## Rosa
| N. |                   | Ruolo | Calciatore           |
| -- | ----------------- | ----- | -------------------- |
|    | Italia (bandiera) | C     | Alessandro Asiano    |
|    | Italia (bandiera) | A     | Emilio Barbero       |
|    | Italia (bandiera) | C     | Francesco Bergamasco |
|    | Italia (bandiera) | C     | Luigi Colombi        |
|    | Italia (bandiera) | A     | Bruno Mozzambani     |
|    | Italia (bandiera) | D     | Leandro Remondini    |
|    | Italia (bandiera) | P     | Renato Riolino       |
|    | Italia (bandiera) | P     | Renato Rustico       |

| N. |                   | Ruolo | Calciatore           |
| -- | ----------------- | ----- | -------------------- |
|    | Italia (bandiera) | D     | S. Sacchi            |
|    | Italia (bandiera) | D     | Armando Todeschini   |
|    | Italia (bandiera) | D     | Antonio Trevisani    |
|    | Italia (bandiera) | A     | Battista Vaglietti   |
|    | Italia (bandiera) | C     | Varchetti            |
|    | Italia (bandiera) | C     | Sebastiano Vaschetto |
|    | Italia (bandiera) | A     | Dante Voglino        |